# Finestra guelfa
In architettura si dice "guelfa"  (dal francese Fenêtre à croisée) un tipo di finestra molto diffusa nel tardo medioevo e nel primo rinascimento. Questo tipo di finestra ha una forma quadrata molto ampia, il vano-finestra è caratterizzato da un'apertura a croce dalla quale sono ricavabili 4 finestre indipendenti. Questo tipo di finestra ha la caratteristica di essere bella ed elegante e di dotare di maggior luce gli ambienti rispetto alle finestre normali, avendo poi 4 finestre indipendenti era possibile avere maggiore libertà di manovrarle e cambiare i vetri.
Questo tipo di finestra deve il suo nome alle zone soggette ai guelfi al tempo delle lotte tra guelfi e ghibellini ( XIII secolo). Persa la sua connotazione politica si diffuse rapidamente in tutta Europa e soprattutto nell'area settentrionale e meridionale della penisola italiana, meno in area toscana dove la bifora continuò ad essere la finestra più usata tra XIV e XV secolo.
La finestra guelfa è tipica dell'architettura tardogotica soprattutto dei secoli XIV e XV ed è caratteristica soprattutto dell'architettura francese e di quella del regno di Napoli, conobbe anche una certa diffusione tra Piemonte, Lombardia e a Roma. Era molto usata soprattutto in castelli e manieri come Pierrefonds, Villandry, Clos-Lucé, Amboise, il Castello di Fenis e il Castello di Issogne, Casa di Bosses e Casa Challant, in val d'Aosta . Nel regno di Napoli invece sono presenti nel Castel Nuovo (Facciate esterne), in origine su alcune facciate del Castel dell'Ovo, alcune facciate del Palazzo Penne, originariamente sul palazzo Diomede Carafa. Sempre nel regno di Napoli sono presenti in palazzi come quello Petrucci-Novelli di Carinola, Palazzo Marzano (Nel Casertano), altri esempi (seppur oggi giorno rari) sono presenti nel beneventano.
La diffusione di questa finestra insieme alla gotica bifora (trifora ecc.), appare chiara; verso il XIV secolo molti nobili avevano ereditato dai loro predecessori castelli molto grandi, con antichi dongioni, alla mole ed alla maestosità di molti castelli, non corrispondevano finestre altrettanto grandi e complesse.
L'evoluzione artistica tardo-gotica che si allargò sempre di più anche a castelli ed altri edifici fece sviluppare una maggiore esigenza di luce ed ariosità. Nel XIV e XV secolo quindi molti esponenti della nobiltà decisero di ingrandire vecchie finestre o di aprirne di nuove, utilizzando prettamente o finestre gotiche con archi a sesto acuto o a volte contemporaneamente anche guelfa.  Il suo utilizzo si allargò bel corso del XV secolo anche a edifici abitativi privati più semplici
Questo tipo di finestra conobbe una certa diffusione anche in altri edifici civili come il Palazzo di Giustizia di Rouen. La finestra cadde in disuso in Italia nel corso del XVI secolo, quando furono usate finestre più piccole coperte da grate, a causa del clima politico e religioso molto più insicuro rispetto al passato. In area transalpina invece questo tipo di finestra rimase in voga fino alla seconda metà del secolo, quando invece le finestre iniziarono ad allungarsi fino ad arrivare ai finestroni (concepiti dapprima in Inghilterra) e poi in seguito presenti nella Reggia di Versailles.
In area Francese, il periodo di massima diffusione di questo tipo di finestra avvenne a partire dalla fine del XIV secolo e toccò il suo apice all'inizio del cinquecento (Stile Luigi XII), quando venne usata anche per le finestre degli abbaini.  A partire dalla Rivoluzione queste finestre (e i finestroni), caddero in disuso, molte furono murate o abbattute. Il 24 novembre 1798 fu inoltre varata una tassa sulla finestra, che prevedeva la tassazione di tutte le finestre sugli edifici francesi; più un edificio aveva finestre e più grandi e belle queste erano più queste erano tassate. A pagarne le spese non furono solo le classi più agiate, ma anche i poveri, che spesso dovettero provvedere a murare o restringere le proprie finestre. La legge fu abolita nel 1924.
In Italia questo tipo di finestra fu usato molto in ambiente romano. Baccio d'Agnolo ne fece largo uso in architetture rinascimentali come nel palazzo Bartolini Salimbeni, oppure nel Castello Orsini. 

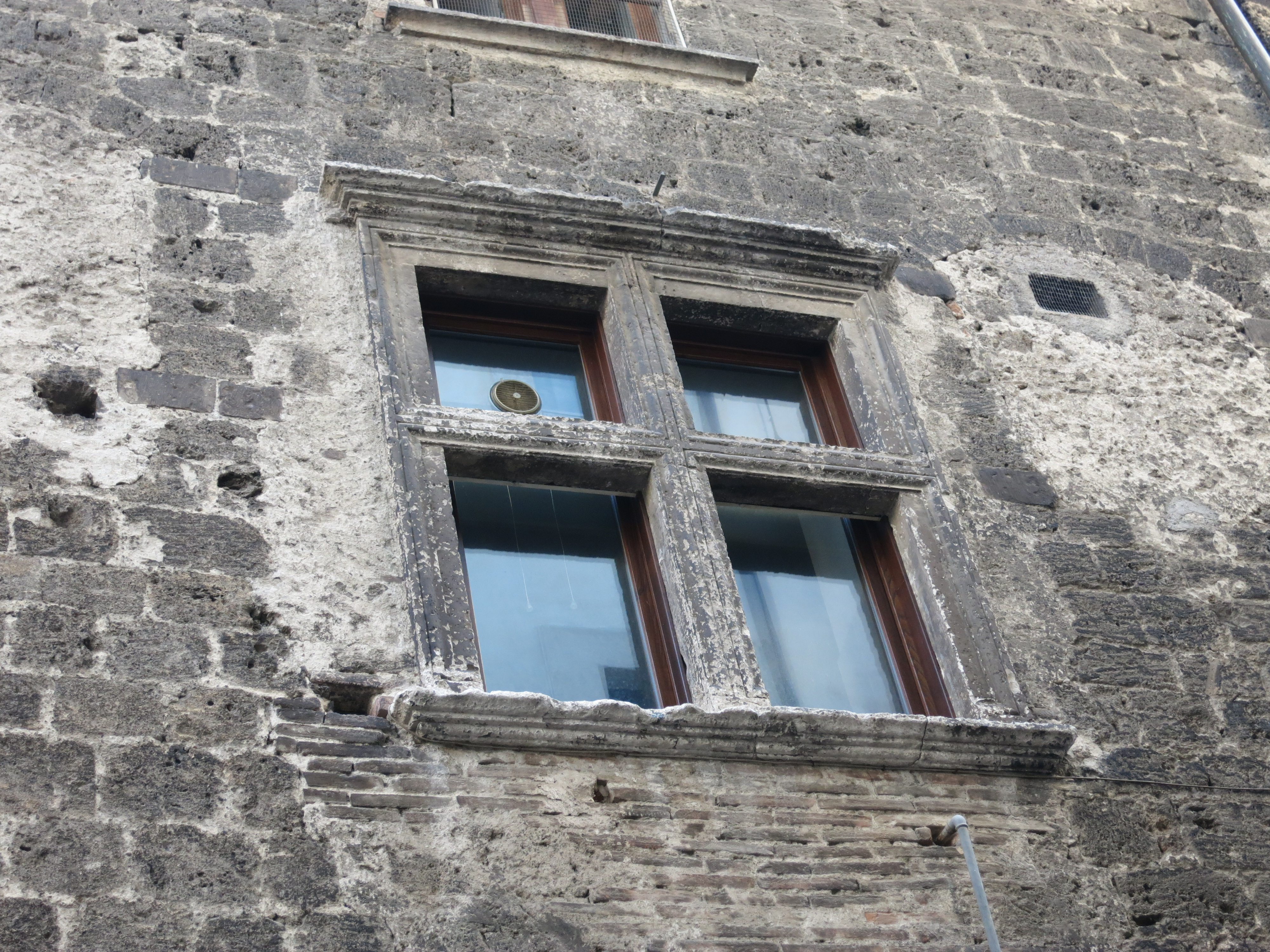
Rieti, Casa Zapparelli, finestra guelfa o crociata
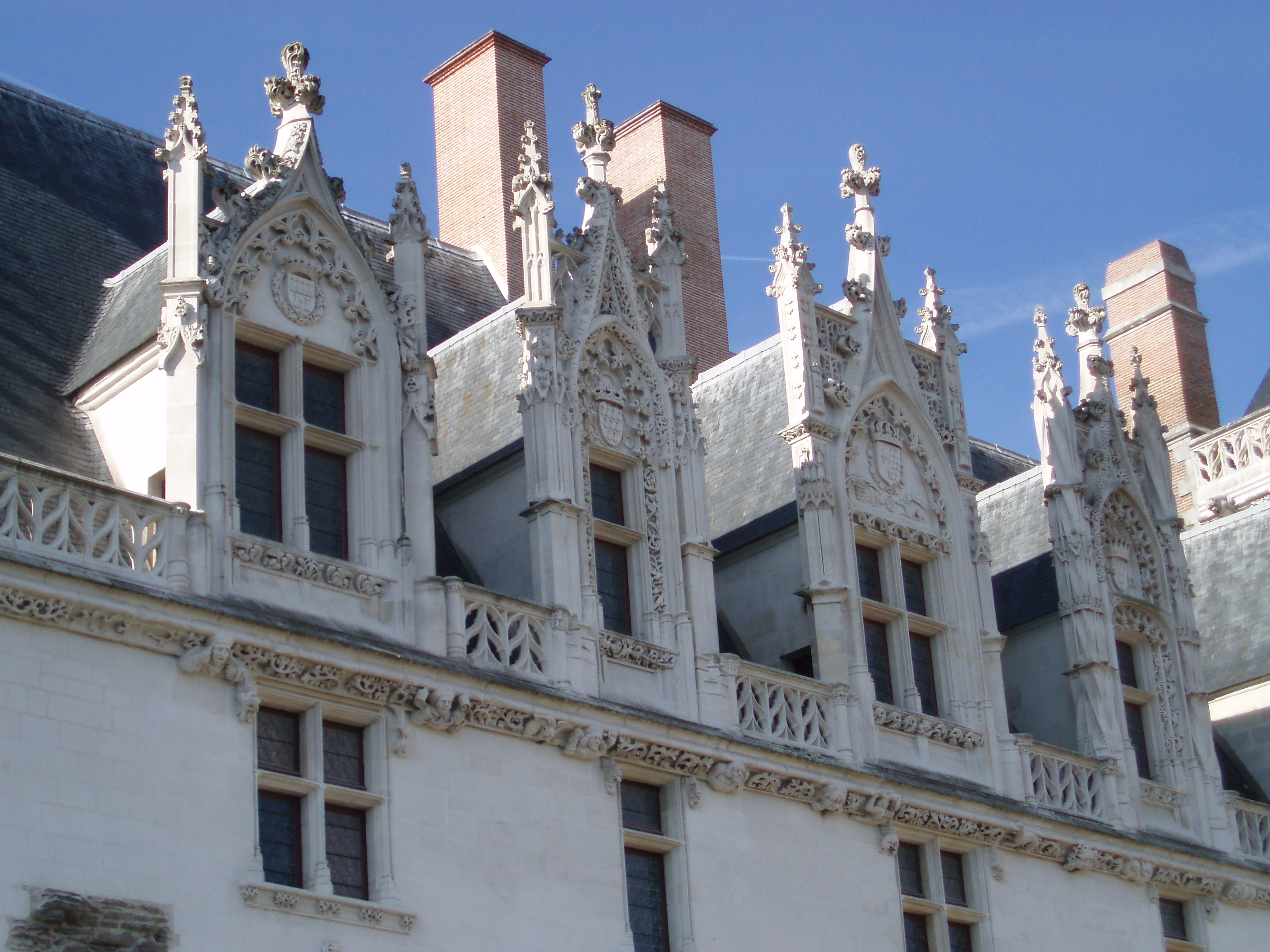
Finestre guelfe (a croce) sulle pareti e nei lucernai del Castello dei Duchi di Bretagna
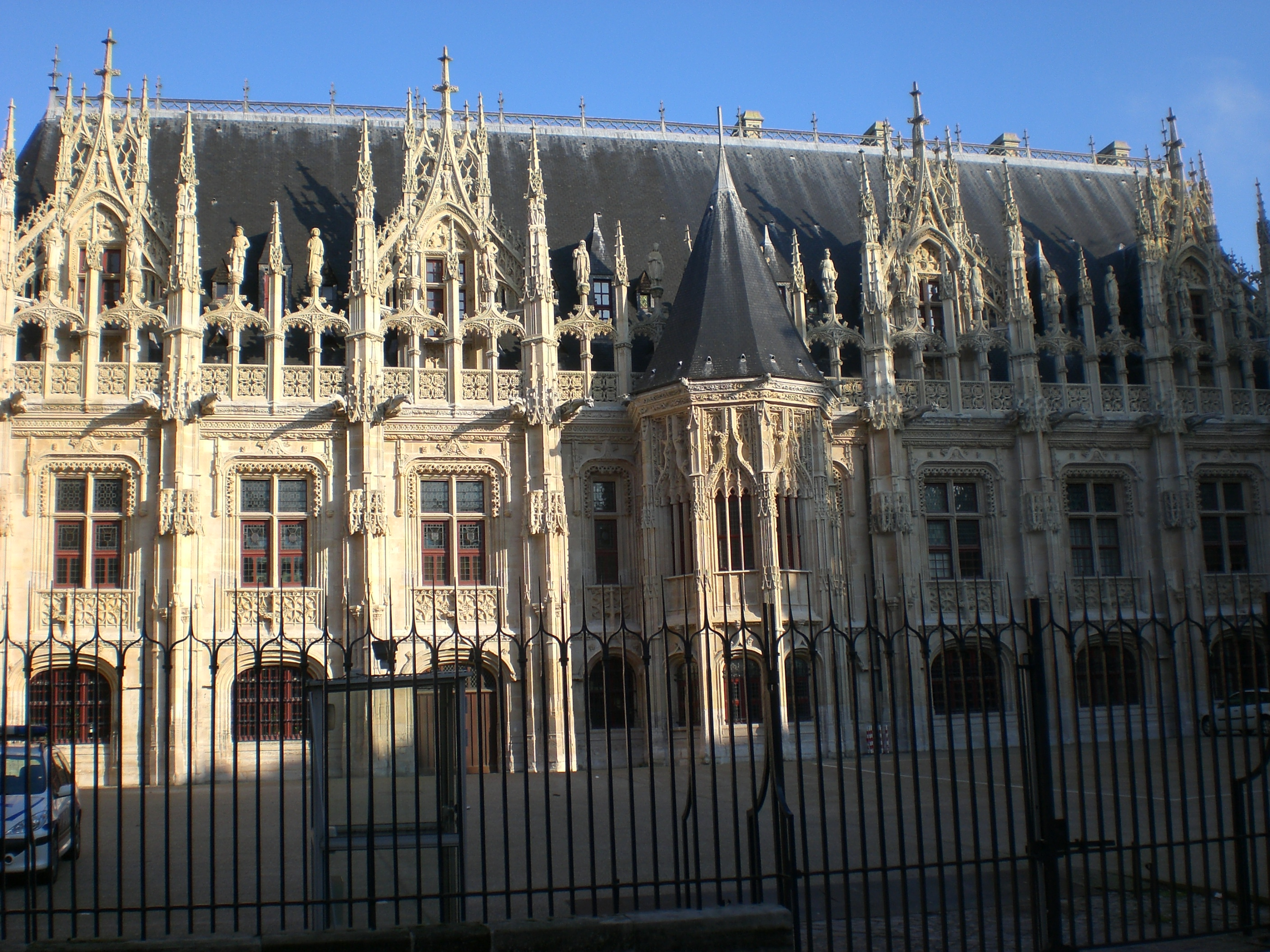
Finestre guelfe sulla facciata del Palazzo di Giustizia di Rouen
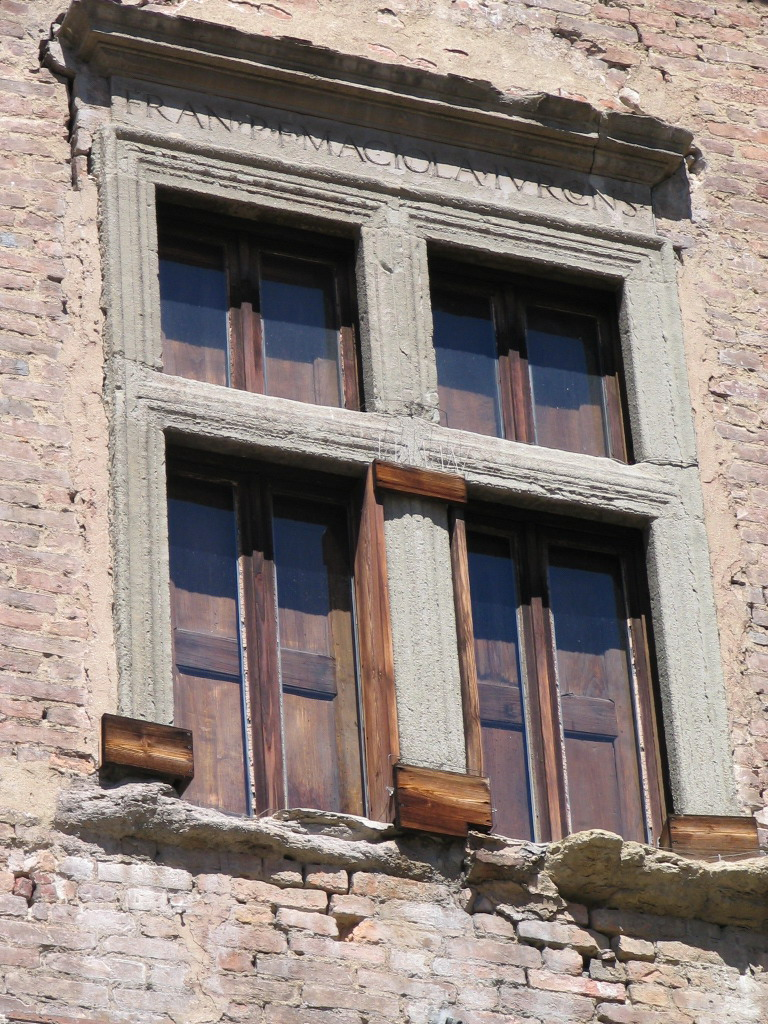
Palazzo Mazzola, finestra guelfa
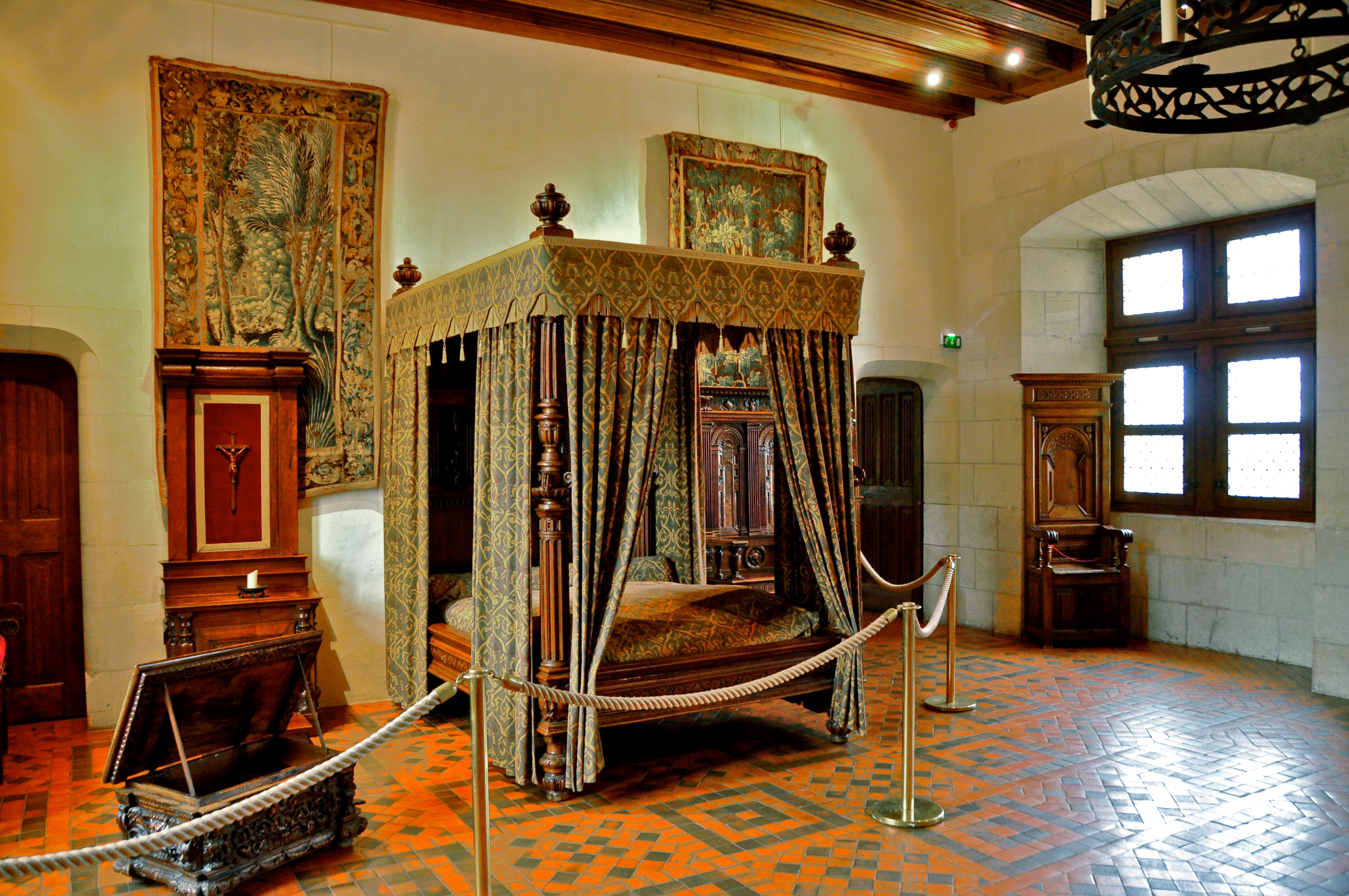
Finestra guelfa vista dalla camera da letto di Enrico II (Castello di Amboise)
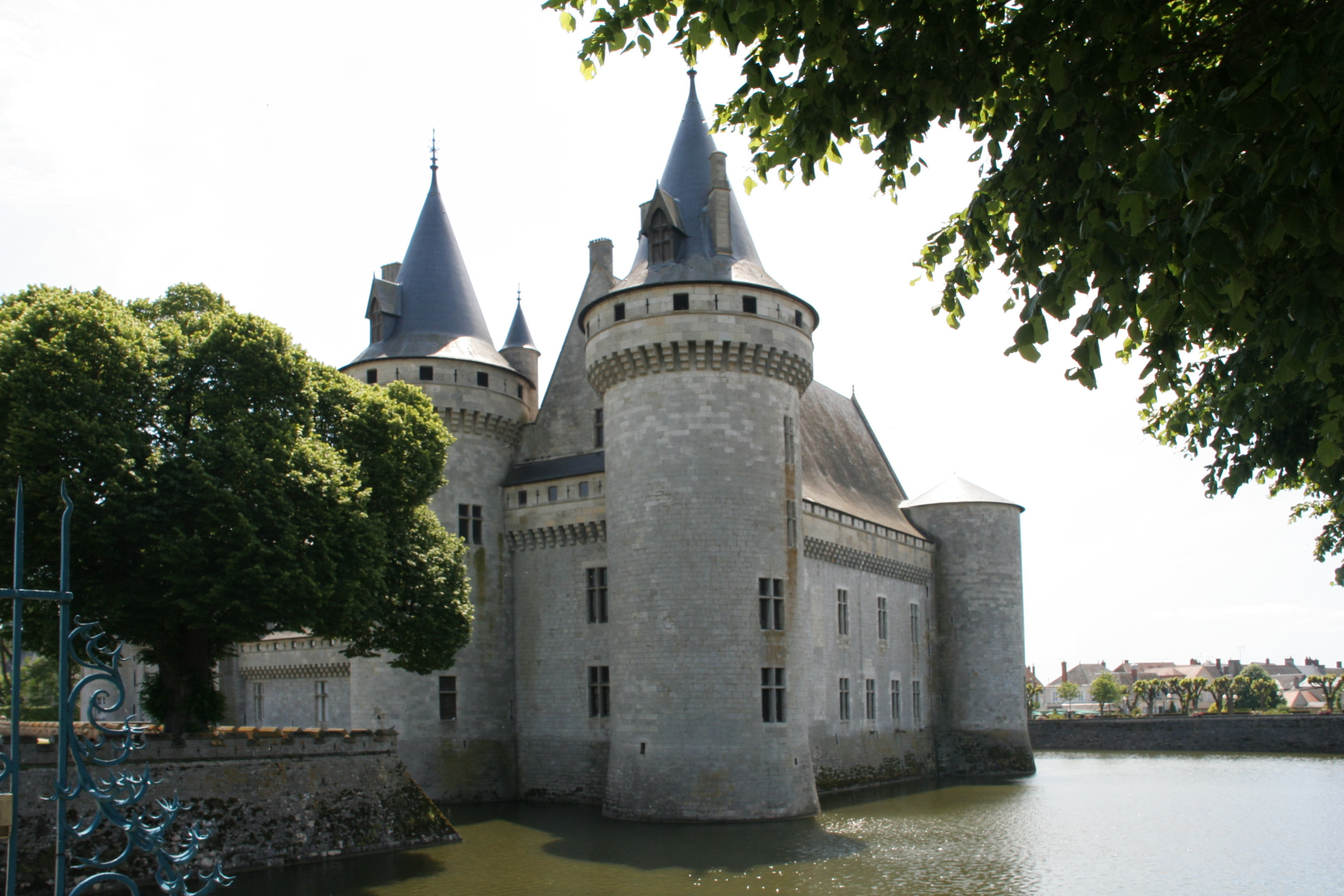
Château de Sully, nella foto dono ben visibile le finestre guelfe
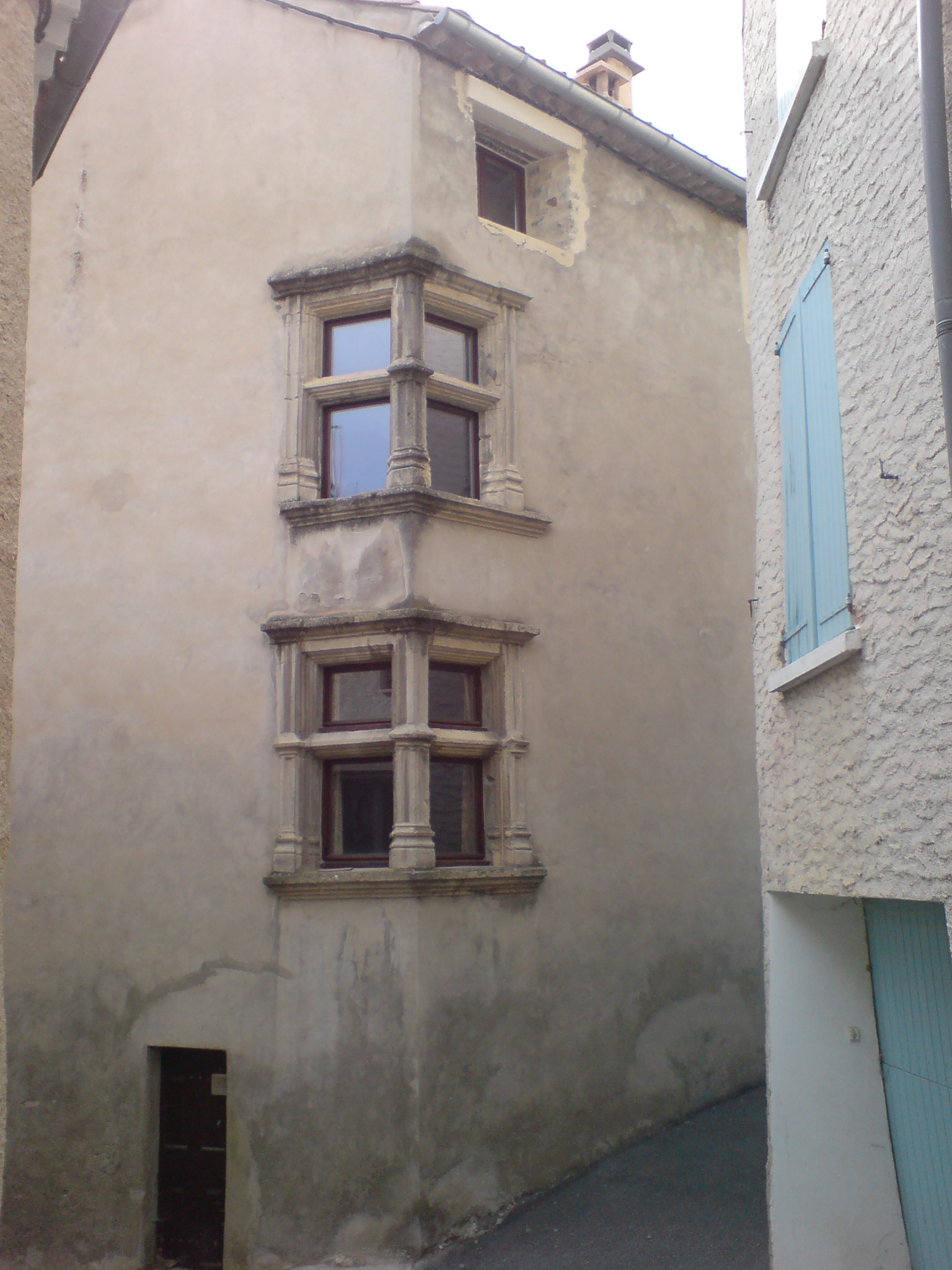
Finestra crociata ad angolo, in una casa del tardo XV secolo
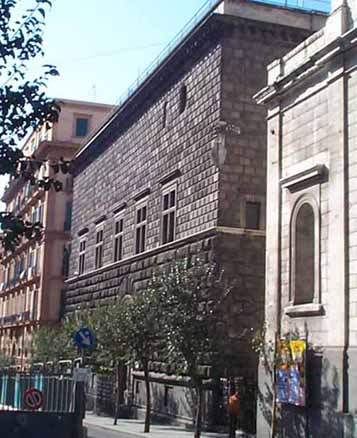
Palazzo Como (Filangieri), Napoli fine XV-inizi XVI secolo, si notino le finestre crociate di piperno
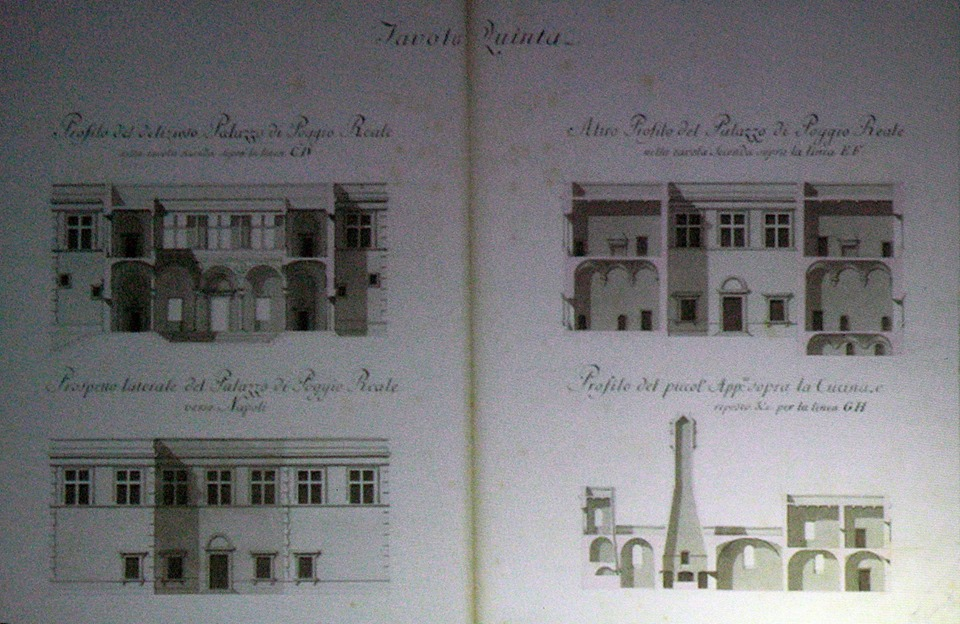
Napoli, Villa di Poggioreale, fine XV secolo. Altro esempio che mostra la diffusione di tali finestre nell'Italia medievale tra XV e inizi XVI secolo
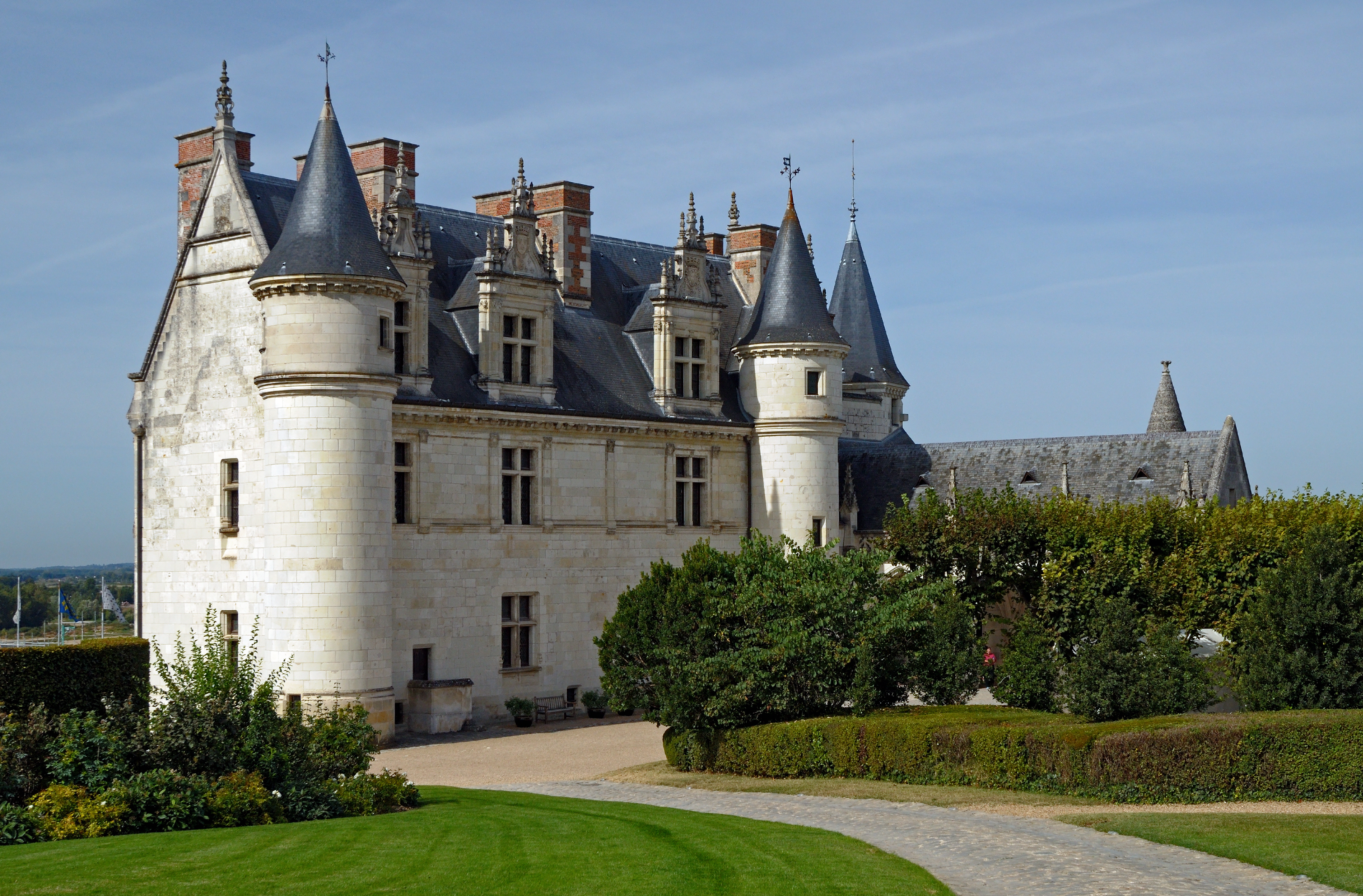
Finestre Crociate nel Castello di Amboise (Francia)
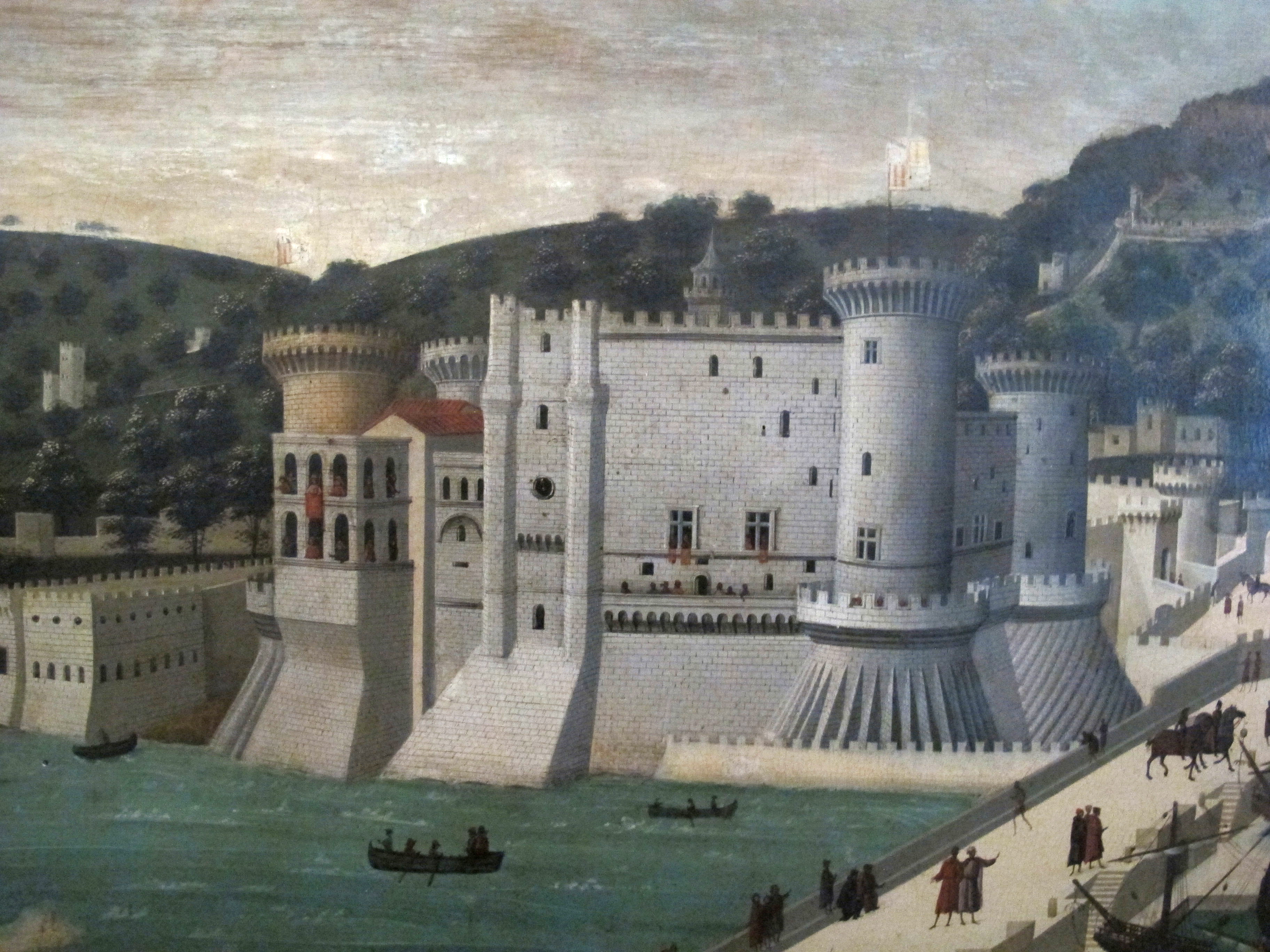
Finestre guelfe al Castel Nuovo di Napoli, Tavola Strozzi 1477
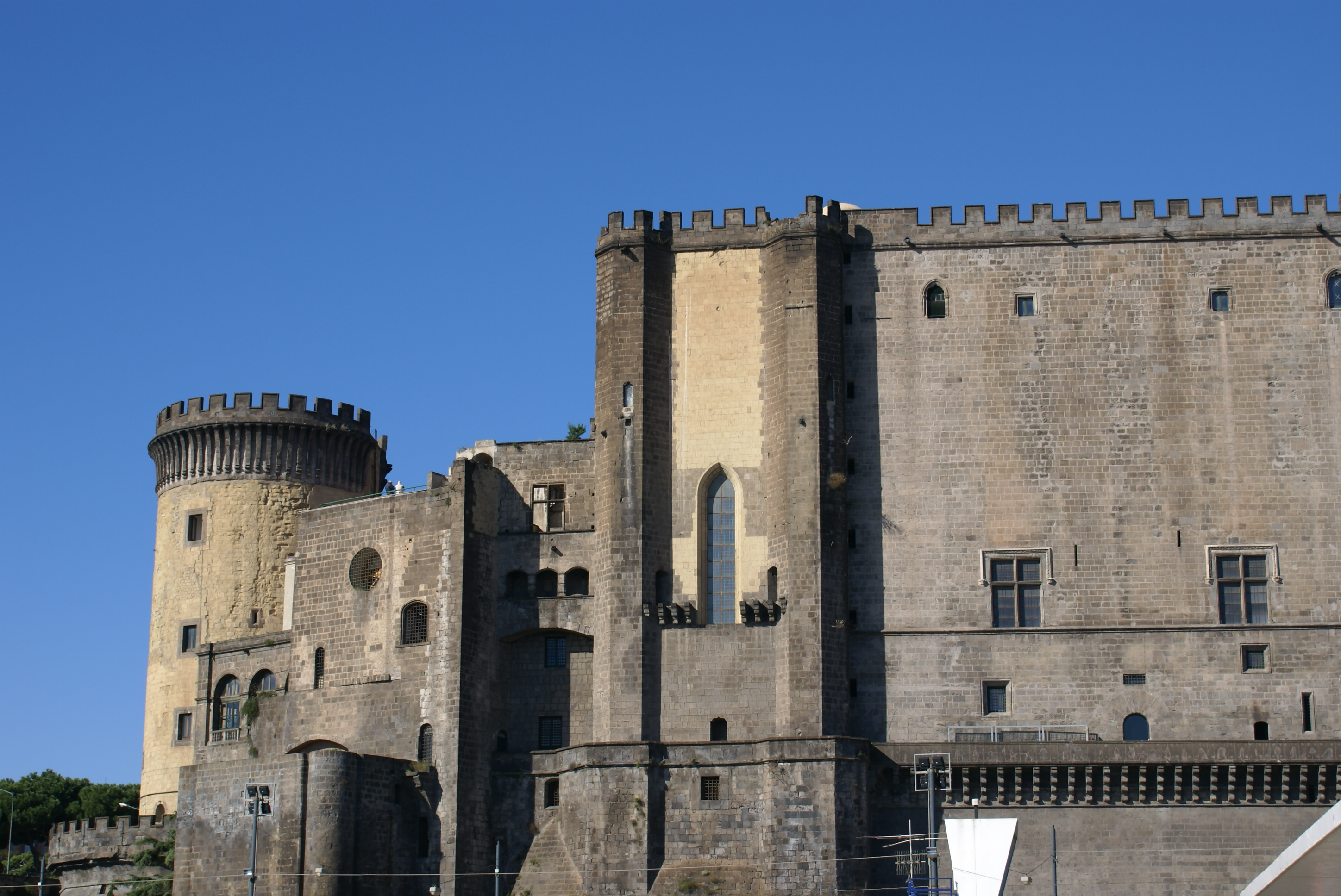
Finestre Guelfe (Sala dei Baroni) viste sulla facciata del Castel Nuovo (Maschio Angioino) che da verso il mare
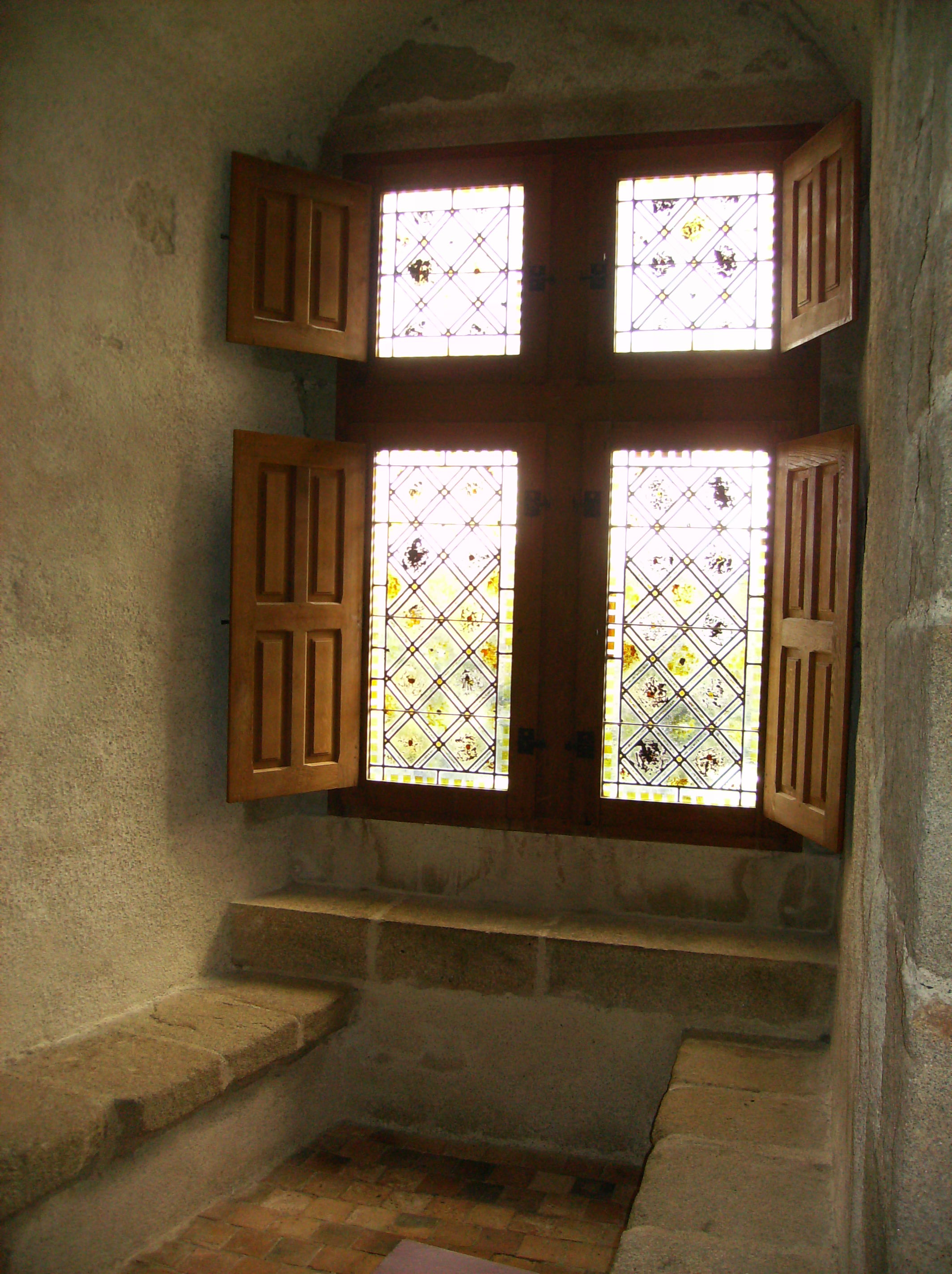
Finestra Crociata presente nel Castello di Suscinio, si notino i battenti di legno che chiudono i quattro vani
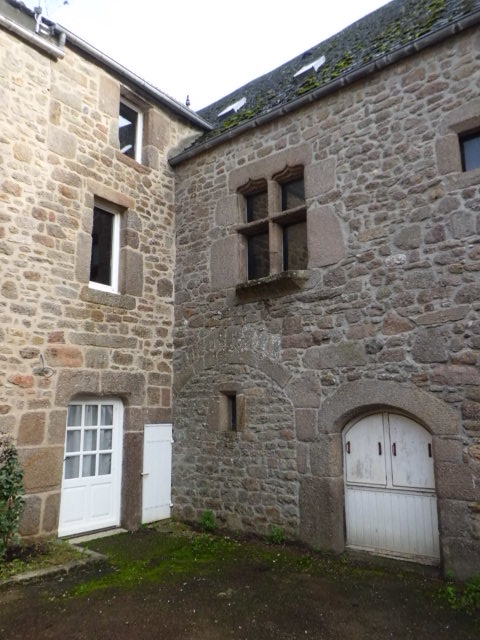
Finestra crociata nella sua versione a parentesi graffa
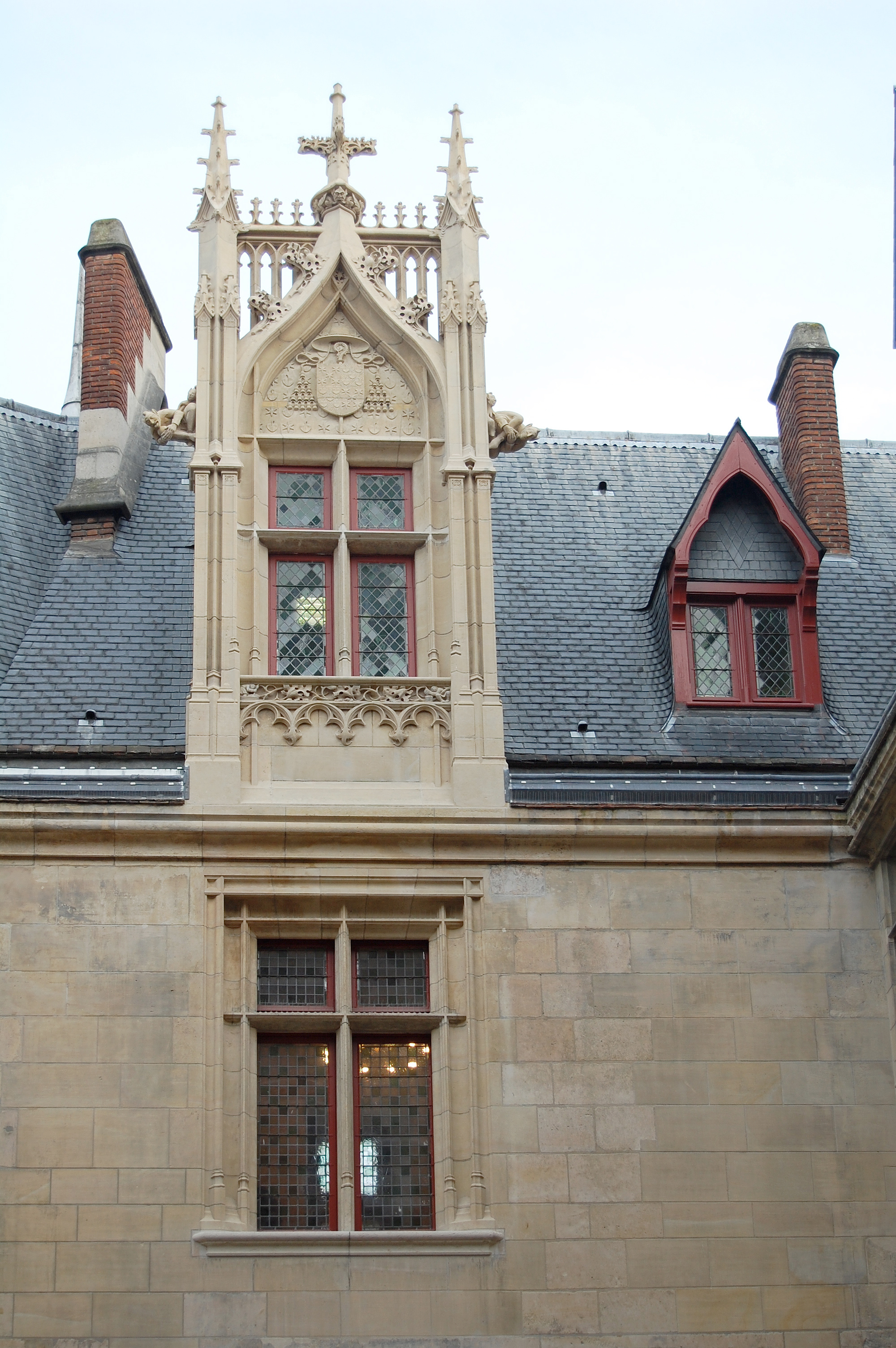
Finestra Guelfa tardogotica con abbaino in stile Flamboyant

## Origine (fine XIII, inizi XIV secolo)
L'etimologia del nome della finestra nella lingua italiana, sembra risalire alla fine del XIII (più probabilmente al primo quarto del XIV) in area toscana, qui i palazzi signorili dei guelfi (fedeli al papa) utilizzarono per la prima volta il montante a croce e in pietra per richiamare simbolicamente la loro fedeltà al Papa. I traffici commerciali e culturali che aveva l'area toscana sembrano averla fatta diffondere per tutt'Italia e in seguito per tutt' Europa. La cosa che stupisce però è che proprio in area toscana e in Italia centro-settentrionale, area da dove nacque, non sembra aver poi avuto una grande diffusione. Le spiegazioni possono essere molteplici, ma è probabile che la più consolidata e antica tradizione dell'utilizzo della bifora e trifora gotica (e in seguito rinascimentale), diffusissima in tutta l'Italia medievale del periodo gotico sia stata preferita a questo nuovo tipo di finestra fino alla fine del XV secolo.
In area francese, stando a quanto dice Viollet-le-Duc la finestra sembra essersi originaria finestra a parentesi graffa del XIV secolo, in seguito questa finestra (forse su influenza italica e fiamminga) fu dotata di montante a croce e verso la fine del secolo perse la sua caratteristica arcata per divenire piana e trasformarsi in una vera e propria finestra guelfa.

## Diffusione (metà XIV secolo, fine XV-inizi XVI secolo)
- Contrariamente ad ogni previsione, questo tipo di finestra divenne diffusissima negli edifici civili e nei castelli tardo-medievali. Le aree di maggior diffusione furono:
- L'area Fiamminga, secoli XIV-XVI
- La Francia, divenuta poi la zona in cui si fece il più grande uso di queste finestre, secoli XIV-XVI
- Alcune zone dell'Italia meridionale (Napoli, Casertano, Calabria, Puglia), legata dinasticamente prima dagli Angioini, quindi alla Francia e in seguito agli Aragonesi, dunque la Spagna, legata stilisticamente all'epoca alle influenze fiamminghe, fine XIV secolo-prima metà XVI.
- La Sicilia, fine XIV-XVI secolo
- L'Inghilterra, XV-XVII secolo
- L'area asburgica XV-XVI secolo
- Italia Settentrionale (Torino, Milano ecc.), Secoli XIV-XV
- Ducato di Savoia, secoli XV-XVI

## Utilizzo
Da subito perse la sua connotazione politica e religiosa, per divenire una scelta prettamente stilistica e tecnica. L'area fiamminga divenne un grande centro di propulsione (oltre che di moda) e la sperimentazione portò ad un tipo di finestra con inizialmente due vani finestra vetrati (quelli superiori) e due senza vetro (inferiori), che erano sigillabili con due porte di legno interne, simili alle odierne persiane, in caso di mal tempo. Verso la metà del XV escolo, anche i due vani inferiori furono dotati di vetrate, queste però non fisse ma apribili, e tutti e quattro i vani furono dotati di porte di legno da chiudere in caso di mal tempo. Questa finestra rappresentò una rivoluzione nel campo della tecnica tardo-medievale, poiché rese molto più luminosi castelli ed edifici civili e divenne un simbolo del tardo-gotico civile e del primo rinascimento.